# 第三書簡
『第三書簡』（だいさんしょかん、希: Ἐπιστολή γ'、羅: Epistula III、英: Epistle III, Third Epistle, Third Letter）は、プラトンの『書簡集』中の書簡の1つ。

## 概要
紀元前357年、プラトンが70歳頃、ディオニュシオス2世に対して宛てた書簡であり、ディオニュシオス2世がプラトンに対する偽りの風聞（ディオニュシオス2世自身が、僭主制から王制へと転換しようとしたのに、プラトンに止められた等）を人づてに聞き、そのような事実が無かったことを、ディオニュシオス2世に確認する内容となっている。
同年、ディオン達がシュラクサイを占拠した報を受けて、プラトンが彼らを支援すべく、シュラクサイ市民の感情をディオニュシオス2世やその裏で暗躍するピリストス一派から引き離すために、公に公開することを意識して書いた、公開書簡だったと考えられる。

## 訳書
- 『プラトン全集 14　エピノミス(法律後篇)・書簡集』 水野有庸・長坂公一訳、岩波書店